# フォート・リチャードソン国立墓地
フォート・リチャードソン国立墓地（英語: Fort Richardson National Cemetery）は、アメリカ合衆国アラスカ州アンカレッジ郊外に位置するフォート・リチャードソン陸軍施設 (Fort Richardson (Alaska)) にある米国国立墓地である。
アメリカ合衆国史跡に指定されている。

## 歴史

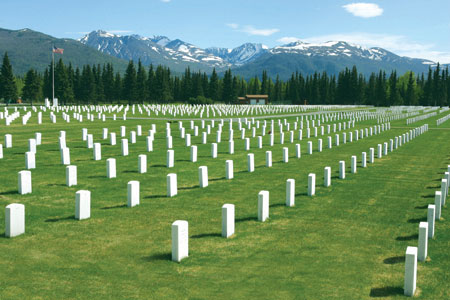
フォート・リチャードソン国立墓地

この墓地は第二次世界大戦中、アラスカで亡くなったあらゆる国籍の兵士を埋葬するために確保された。
戦後、遺骨の多くは掘り出され、彼らの故郷へと戻っていった。墓地に残った遺骨もあり、その中にはアッツ島の戦いで亡くなった235人の日本軍兵士も含まれていた。1953年、彼らの遺骨は掘り出され、日本政府の監督下で、神道と仏教の適切な儀式を行ったあと、荼毘に付されて日本に移送された。1981年5月、アンカレッジ在住の日本人は、彼らの葬儀が行われた場所に木製の慰霊碑を立てた
1984年5月28日、墓地はアメリカ合衆国退役軍人省が管理する国立墓地になった。

## 著名なモニュメント
- カーミット・ルーズベルト（英語版）少佐の石製の門。1949年に建てられた。
- 日本人兵士の記念碑。1981年に改葬された235人を記念する。2002年に新しい木製の慰霊碑に更新されたあと、2019年に石碑に建て替えられた[3]。

## 著名な被葬者
- ジェイムズ・レロイ・ボンドスティール（英語版）軍曹（ベトナム戦争で名誉勲章を受章）
- カーミット・ルーズベルト（英語版）少佐（セオドア・ルーズベルト大統領の子）
- ロバート・O・ボウウェン（英語版）（小説家・エッセイスト）